# Solca (okręg Neamț)
Solca – wieś w Rumunii, w okręgu Neamț, w gminie Oniceni. W 2011 roku liczyła 865 mieszkańców.